# 수법행
수법행(隨法行, 산스크리트어: dharmānusārin, 영어: practice according to the teachings) 또는 법행(法行)은 불교의 성자들 중의 한 부류를 일컫는 말로서 수신행(隨信行)의 상대가 되는 것으로, 다른 이 즉 선지식(善知識) 등의 말을 통해 인지한 불법(佛法: 붓다가 말씀하신 교법, 붓다의 가르침)에 대해 다시 스스로 경전과 논서를 공부하고 사유하여 결택한 후 이렇게 결택한 법 즉 가르침에 따라 바르게 수행하여 견도에 든 성자를 말한다. 수신행의 성자가 견도의 계위에 있는 둔근(鈍根)의 성자임에 비해 수법행의 성자는 견도의 계위에 있는 이근(利根)의 성자이다.
여기서 선지식(善知識, 산스크리트어: kalyāṇamitra)이란 남녀노소와  귀천에 관계 없이 붓다의 가르침[佛法]을 말하여 불연(佛緣)을 맺게 하는 사람을 뜻한다. 특히 붓다의 가르침으로 인도하는 덕이 높은 스승이나 수행에 도움이 되는 지도자나 자신과 마음을 같이 하여 청정한 수행을 하는 이가 선지식에 속한다.
수법행이 견도의 계위에 있는 이근의 성자라는 교의는 부파불교의 설일체유부와 대승불교의 교학에 따른 것으로, 중국불교의 성실종에 따르면 수신행은 견도 이전의 범부의 지위인 3현위(三賢位)와 4선근위(四善根位) 중 3현위의 유정을 뜻하며 수법행은 4선근위의 유정을 뜻한다.
수법행(隨法行)은 다음의 분류 또는 체계에 속한다.
- ① 수신행 ② 수법행 ③ 신해 ④ 견지 ⑤ 신증 ⑥ 혜해탈 ⑦ 구해탈의 7성(七聖) 중의 하나이다.
- ① 수신행 ② 수법행 ③ 신해 ④ 견지 ⑤ 신증 ⑥ 가가 ⑦ 일간 ⑧ 예류향 ⑨ 예류과 ⑩ 일래향 ⑪ 일래과⑫ 불환향 ⑬ 불환과 ⑭ 중반 ⑮ 생반 ⑯ 유행반 ⑰ 무행반 ⑱ 상류반의 18유학(十八有學) 중의 하나이다.
- 18유학(十八有學)과 9무학(九無學)을 통칭하는 27현성(二十七賢聖) 중의 하나이다.

## 경론별 설명

### 아비달마대비바사론
《아비달마대비바사론》제54권에서는 수법행을 다음과 같이 정의하고 있다.
어떤 이를 수법행(隨法行)의 보특가라라 하는가? 본래의 품성은 생각이 많고 헤아림이 많고 관찰이 많고 간택이 많지만 믿음과 사랑과 생각과 즐거움과 따르는 것과 뛰어난 이해는 좋아하지 않는 무리가 있다고 하자. 그는 자신의 품성이 생각 등이 많음으로 말미암아 어느 때에 부처님 혹은 부처님의 제자가 그를 위해 법요를 들려주고 가르쳐 주고 가르쳐 경계하며 그를 위하여 무상ㆍ고ㆍ공ㆍ무아 등의 뜻을 널리 천명하면 그는 ‘나를 위하여 말씀하신 무상ㆍ고ㆍ공ㆍ무아 등의 뜻이 진실한 것인지 허망한 것인지를 관찰해야겠구나’라고 생각한다.
이렇게 자세히 관찰한 뒤에 뒤바뀜이 없음을 알고 다시 ‘매우 장하시구나. 나로 하여금 이와 같은 관행을 닦게 하고자 하시니 나는 당연히 뒤바뀜 없이 부지런히 힘쓰고 닦아 배워야겠다’라고 생각한다.
그는 부지런히 무상ㆍ고ㆍ공ㆍ무아 등의 관(觀)을 닦고 배워서 깨끗하게 한 뒤에는 점차로 세제일법(世才一法)을 끌어 일으키며 다음에는 다시 고법지인(苦法智忍)을 이끌어 내어 이로부터 견도(見道)의 15찰나(刹那)를 모두 다 수법행(隨法行)이라 한다.
이 수법행보특가라는 예류향(預流向)이기도 하고 일래향(一來向)ㆍ불환향(不還向)이기도 하다. 만일 구박(具縛)이거나 혹은 5품의 결을 끊고 정성이생에 들어간 이면 그는 견도 15심(心) 동안에 예류향이라 하고, 6품을 끊거나 8품의 결을 끊고 정성이생에 들어간 이면 그는 견도 15심 동안에 일래향이라 하며, 욕염(欲染)을 여의었거나 무소유처의 염을 여의고 정성이생에 들어간 이면 그는 견도 15심 동안에 불환향이라고 한다.
또한 《아비달마대비바사론》제54권에서는 수법행에 대해 다음과 같이 설명하고 있다.
【문】무엇 때문에 수법행(隨法行)이라 하는가?
【답】 그는 법(法)에 의거하고 법에 따라서[隨] 행(行)하기 때문에 수법행이라 한다. 유루법에 의거하고 무루법에 따라 행하며, 속박이 있는 법에 의거하고 해탈하는 법에 따라 행하며, 계박이 있는 법에 의거하고 계박을 여읜 법에 따라 행하는 것이니 곧 지혜[慧]를 우선으로 삼아 성도(聖道)에 들어가게 된다.
이와 같은 종류의 보특가라는 본래부터 성품에 지혜가 많기 때문에 만일 다른 이가 “그대는 농사에 힘쓰며 살아가야 한다”라고 권하면 그는 곧 ‘나는 농사를 지어야 하는가, 짓지 않아야 하는가? 지을 수가 있는가, 지을 수가 없는가? 그렇게 하는 것이 마땅한 일인가, 마땅하지 않은 일인가?’라고 자세히 생각하고 관찰한 그런 뒤에야 그 일을 한다.
혹은 다른 이가 “그대는 장사를 해야 한다”거나 “왕을 섬겨야 한다”거나 “서(書)ㆍ산(算)ㆍ인(印) 등의 갖가지 기능을 익히고 배워서 살아가야 한다”고 하면 역시 ……(이하 자세한 내용은 생략함)……자세히 생각하고 관찰한 그런 뒤에야 그 일을 한다.
혹은 다른 이가 “그대는 출가해야 한다”라고 권하면 역시 ‘출가해야 하는가, 출가하지 않아야 하는가? 출가할 수 있는가, 출가할 수 없는가? 계율을 지닐 수 있는가, 계율을 지닐 수 없는가? 그렇게 하는 것이 마땅한 일인가, 마땅하지 않은 일인가?’라고 자세히 생각하고 관찰한 그런 뒤에야 출가한다.
출가하고 난 뒤에 만일 다른 이가 “그대는 외우고 익혀야 한다”고 권하면 그는 ‘외우고 익혀야 하는가, 외우고 익히지 않아야 하는가? 외우고 익힐 수 있는가, 외우고 익힐 수 없는가? 그렇게 하는 것이 마땅한 일인가, 마땅하지 않은 일인가? 소달람(素怛纜)을 외우고 익혀야 하는가, 비나야(毘奈耶)를 외우고 익혀야 하는가? 아비달마(阿毘達磨)를 외우고 익혀야 하는가?’’라고 자세히 생각하고 관찰한 그런 뒤에야 그렇게 외우고 익힌다.
혹은 다른 이가 “승가의 일[僧事]을 경영하라”고 권하면 ‘나는 해야 하는가, 하지 않아야 하는가? 나는 할 수 있는가, 할 수 없는가? 그렇게 하는 것이 마땅한 일인가, 마땅하지 않은 일인가?’’라고 자세히 생각하고 관찰한 그런 뒤에야 그렇게 한다.
혹은 다른 이가 “아련야(阿練若)에 머무르라”고 권하면 ‘나는 머물러야 하는가, 머무르지 않아야 하는가? 나는 머무를 수 있는가, 머무를 수 없는가? 그렇게 하는 것이 마땅한 일인가, 마땅하지 않은 일인가?’라고 자세히 생각하고 관찰한 그런 뒤에야 그렇게 머무른다.
그는 그렇게 하면서 점차로 성도의 가행을 닦아 차츰차츰 세제일법을 끌어 일으키고 곧장 고법지인(苦法智忍)을 이끌어 내나니 이로부터 견도의 15찰나 동안을 수법행이라고 한다.

### 아비달마구사론
T29n1558_p0131b22║論曰。依加行異立初二種。謂依先時隨他
T29n1558_p0131b23║及法於所求義修加行故。立隨信行隨法
T29n1558_p0131b24║行名。

논하여 말하겠다. 가행의 차이에 근거하여 처음의 두 종류를 설정하였으니, 이를테면 일찍이 다른 이와 법에 따라 추구하고자 하는 바에 대해 가행을 닦은 데 근거하여 ‘수신행’과 ‘수법행’이란 명칭을 설정하게 된 것이다.55)

55) 즉 견도 이전에 다른 이의 말을 믿고서 가행을 닦은 이를 수신행이라고 하며, 스스로 증득한 법[自證法]에 따라 가행을 닦은 이를 수법행이라고 한다. 본론 권제23을 참조 바람.
 — 세친 지음, 현장 한역, 권오민 번역.《아비달마구사론》제25권. 한문본 & 한글본

## 수신행과 수법행의 차이
《아비달마대비바사론》제54권에 따르면 수신행과 수법행은 다음과 같은 차이가 있다.
1. 수신행(隨信行)은 믿음[信]을 우선으로 삼아 성도(聖道)에 들어가고, 수법행(隨法行)은 지혜[慧]를 우선으로 삼아 성도에 들어간다.[19][20][21][22]
2. 오직 다른 사람의 말을 믿어서 차츰 수행하여 성도에 드는 이가 있는가 하면 혹은 스스로 생각하고 살펴서 차츰 수행하여 성도에 드는 이가 있다. 다른 사람의 말을 믿어서 차츰 성도에 들어가는 이를 수신행이라 하고 스스로 생각하고 살펴서 차츰 수행하여 성도에 들어가는 이를 수법행이라 한다.[23][24]
3. 인(因)의 힘 · 가행의 힘 · 불방일의 힘이 모두 다 광대하지 않되 성도에 들어가는 이도 있고, 혹은 세 가지의 힘이 모두 다 광대해져 성도에 드는 이가 있기도 하다. 세 가지 힘이 모두 다 광대하지 않되 성도에 드는 이를 수신행이라 하고, 세 가지 힘이 모두 다 광대해져 성도에 드는 이를 수법행이라고 한다.[25][26]
4. 지(止) 즉 사마타(奢摩他)의 행으로 성도에 들기도 하고 혹은 관(觀) 즉 비발사나(毘鉢舍那)의 행으로 성도에 들기도 한다. 지의 행으로 말미암아 성도에 드는 이를 수신행이라 하고, 관의 행으로 말미암아 성도에 드는 이를 수법행이라 한다.[27][28]
5. 지(止) 즉 사마타(奢摩他)를 좋아하기도 하고 혹은 관(觀) 즉 비발사나(毘鉢舍那)를 좋아하기도 한다. 사마타를 좋아하는 이를 수신행이라 하고, 비발사나를 좋아하는 이를 수법행이라 한다. 좋아하는 것과 같이 기뻐하고[憙] 바라는[欲] 것에 있어서도 그러하다.[29][30]
6. 지(止) 즉 사마타(奢摩他)를 우선으로 삼아 성도에 들기도 하고 혹은 관(觀) 즉 비발사나(毘鉢舍那)를 우선으로 삼아 성도에 들기도 한다. 지를 우선으로 삼아 성도에 드는 이를 수신행이라 하고 관을 우선으로 삼아 성도에 드는 이를 수법행이라 한다.[31][32]
7. 어떤 이는 지(止) 즉 사마타(奢摩他)를 더하기도 하고 어떤 이는 관(觀) 즉 비발사나(毘鉢舍那)를 더하기도 한다. 사마타를 더하는 이를 수신행이라 하고 비발사나를 더하는 이를 수법행이라 한다.[33][34]
8. 지(止) 즉 사마타(奢摩他)로 말미암아 마음을 훈수(熏修)하고 관(觀) 즉 비발사나(毘鉢舍那)에 의지하여 해탈하게 되거나, 혹은 관으로 말미암아 마음을 훈수하고 지에 의지하여 해탈하기도 한다. 지로 말미암아 마음을 훈수하고 관에 의지하여 해탈하게 되는 이를 수신행이라 하고, 관으로 말미암아 마음을 훈수하고 지에 의지하여 해탈하게 되는 이를 수법행이라 한다.[35][36]
9. 어떤 이는 근기가 무디기도 하고 어떤 이는 근기가 예리하기도 하다. 근기가 무딘 이를 수신행이라 하고 근기가 예리한 이를 수법행이라 한다.[37][38]
10. 어떤 이는 설지(說智)가 있기도 하고 혹은 어떤 이는 개지(開智)가 있기도 하다. 설지가 있는 이를 수신행이라 하고 개지가 있는 이를 수법행이라 한다.[39][40]
11. 연(緣)의 힘으로 성도에 들기도 하고 혹은 인(因)의 힘으로 성도에 들기도 한다. 연의 힘으로 성도에 드는 이를 수신행이라 하고, 인의 힘으로 성도에 드는 이를 수법행이라 한다.[41][42]
12. 증상심(增上心)의 지(止) 즉 사마타(奢摩他)를 얻었지만 증상혜(增上慧)의 관(觀) 즉 비발사나(毘鉢舍那)는 얻지 못하기도 하며, 혹은 증상혜의 비발사나를 얻었지만 증상심의 사마타는 얻지 못하기도 하다. 전자를 수신행이라 하고 후자를 수법행이라 한다.[43][44]
13. 부처님께서 “두 가지 인과 두 가지 연으로 정견을 낼 수 있으니, 첫째는 밖의 인과 연으로, 다른 이의 법음(法音)을 듣는 것이고, 둘째는 안의 인과 연으로, 이치대로 뜻을 짓는 것[如理作意]이다”라고 말씀하셨으니, 밖으로 다른 이의 법음을 듣는 것이 많은 이를 수신행이라 하고 안으로 이치대로 뜻을 짓는 것이 많은 이를 수법행이라 한다.[45][46]
14. 계경에서 “사람에게 네 가지 법이 있으면 짓는 것이 많다. 첫째는 착한 사람[善士]을 가까이 사귀는 것이요, 둘째는 바른 법을 듣는 것이며, 셋째는 이치대로 뜻을 짓는 것이요, 넷째는 법수법행(法隨法行)이다”라고 말씀하셨으니, 착한 사람을 가까이 사귀고 바른 법을 듣는 것이 많은 이를 수신행이라 하고 이치대로 뜻을 짓고 법수법행이 많은 이를 수법행이라 한다.[47][48]
15. 어떤 이는 무탐 선근에 많이 머무르기도 하고 어떤 이는 무치 선근에 많이 머무르기도 한다. 무탐 선근에 많이 머무르는 이를 수신행이라 하고 무치 선근에 많이 머무르는 이를 수법행이라 한다.[49][50]
16. 어떤 이는 밖으로 유정을 믿기도 하고 어떤 이는 안으로 바른 법을 생각하기도 한다. 밖으로 유정을 믿는 이를 수신행이라 하고 안으로 바른 법을 생각하는 이를 수법행이라 한다.[51][52]

## 같이 보기
- 성자 (불교)
- 6종아라한(六種阿羅漢)
- 7성(七聖)
- 9무학(九無學)
- 18유학(十八有學)
- 27현성(二十七賢聖)
- 42현성(四十二賢聖)